# Christian Bauer (Philosoph)
Christian Alexander Bauer (* 1979 in Würzburg) ist ein deutscher Kunstphilosoph und Designtheoretiker. Er ist seit 2019 Professor für Designgeschichte und -theorie an der Hochschule der Bildenden Künste Saar in Saarbrücken.

## Leben
Der 1979 in Würzburg geborene Christian Bauer studierte von 1999 bis 2006 in Würzburg und Köln Germanistik, Philosophie und Politikwissenschaften. 2008 erfolgte die Promotion an der Bergischen Universität Wuppertal im Fachbereich Design und Kunst. Nach dem Studium war er als freier, wissenschaftlicher Autor tätig und begleitete Bazon Brocks „Lustmarsch durchs Theoriegelände“ kuratorisch und wissenschaftlich.
Anschließend hatte er Lehraufträge an der Hochschule für angewandte Wissenschaften Würzburg-Schweinfurt und der Staatlichen Hochschule für Gestaltung Karlsruhe. In den vergangenen beiden Semestern hat er bereits die Vertretungsprofessur für Designgeschichte und -theorie an der Hochschule der Bildenden Künste Saar (HBK) übernommen. Zum Wintersemester 2019/20 wurde Bauer als Nachfolger für Rolf Sachsse zum ordentlichen Professor für Designgeschichte und -theorie  berufen.

## Forschungsschwerpunkte
Zu seinen Forschungsschwerpunkten zählt das Verhältnis zwischen Design, Demokratie und Angewandter Ethik.

## Veröffentlichungen
- Sacrificium intellectus. Das Opfer des Verstandes in der Kunst von Karlheinz Stockhausen, Botho Strauß und Anselm Kiefer. München 2008
- User Generated Content. Urheberrechtliche Zulässigkeit nutzergenerierter Medieninhalte. Springer, München 2011, ISBN 978-3-642-20067-0 (Volltext).
- mit Gerhard Schweppenhäuser: Ethik im Kommunikationsdesign. Verständigung, Verantwortung und Orientierung als Kriterien visueller Gestaltung. Würzburg 2017
- Informationstheorie für Designer. Stuttgart 2018
- Das technische Design ethischer Standards in der Sozialen Arbeit. In: Zeitschrift für Sozialmanagement/Journal of Social Management, Heft 1/2018, S. 117–128
- Isotype, Diagramme und Kartografien des Kapitals. Darstellungen des Unsichtbaren in Kunst und Gestaltung. In: Sebastian Baden u. Ulrike Lorenz: Konstruktion der Welt. Kunst und Ökonomie 2008-2018. Ausstellungskatalog, Kunsthalle Mannheim, Bielefeld/Berlin 2018, S. 49–60.
- Die Designwirtschaft in wirtschaftsethischer Perspektive: Befähigung zu gerechten internationalen Beziehungen durch Kommunikations- und Informationsdesign. In: Kommunikation – Wirtschaft – Ethik. Werte bilden!. FHWS Science Journal 1/2018, S. 38–50
- mit Martin Niederauer, Gerhard Schweppenhäuser (Hrsg.): Gestaltung digitaler und politischer Wirklichkeiten. Wiesbaden 2018
- mit Sebastian Baden und Daniel Hornuff (Hrsg.): Formen der Kulturkritik, Paderborn 2018
- Das Leiden anderer beachten. Der Staat als ethischer Akteur. In: Eveline Goodman-Thau, George Y. Kohler (Hrsg.): Nationalismus und Religion. Hermann Cohen zum 100. Todestag, (= Studien zu Religion, Wissenschaft und Kunst, Bd. 2), Heidelberg 2019, S. 211–228.
- Plakatiere Deine Rätsel! Maske, Person und Aby Warburgs Medienkulturkritik. In: Thomas Straub: The Stranger. Sculptural Analysis of Myth, Köln 2019, S. 85–92
- Data, Mind, Behavior. Informationsethik als Zukunftsethik. In: Thomas Knubben, Erich Schöls u. Uli Braun (Hrsg.): Weltkulturatlas. Kultur in Zeiten der Globalisierung. Daten, Geschichten, Grafiken, Analysen. Stuttgart 2019, S. 141–153